# باكيستون
باكيستون هي مدينة منتجع صحي في ديربيشاير، إنجلترا. إنها أعلى مدينة تحتوي على سوق في إنجلترا، وتقع على ارتفاع 1,000 قدم (300 م) فوق مستوى سطح البحر. تقع بالقرب من شيشاير إلى الغرب وستافوردشاير من الجنوب، على حافة منتزه بيك ديستريكت الوطني. في عام 1974، اندمجت البلدة مع الأحياء المجاورة الأخرى، بما في ذلك غلوسوب، لتشكيل منطقة الحكومة المحلية وبلدة هاي بيك.
كان عدد سكان البلدة 22115 في تعداد 2011. تشمل المعالم السياحية كهف بول، وهو كهف من الحجر الجيري؛ إضافةً إلى بئر سانت آن، والذي يحتوي على نبع يعمل بالطاقة الحرارية الأرضية والذي يتم منه تعبأه مياه شركة باكيستون للمياه المعدنية (بالإنجليزية: Buxton Mineral Water)‏؛ بالإضافة إلى العديد من المباني التاريخية، بما في ذلك هلال باكيستون الذي قام بترميمه المهندس جون كار، وحمامات باكيستون التي أشرف عليها المهندس هينري كيريز ودار أوبرا باكيستون التي أنشئها المهندس فرانك ماتشم. كما يحتوي حرم ديفونشاير بجامعة داربي على مباني تاريخية. توأمت باكيستون مع مدينة أويجينس في فرنسا وباد ناوهايم في ألمانيا.

## التاريخ
أصول الاسم غير واضحة. قد تكون مشتقة من اللغة الإنجليزية القديمة لباك ستون أو حجر هزاز. نمت أهمية المدينة في أواخر القرن الثامن عشر، عندما تم تطويرها من قبل دوقات ديفونشاير، مع عودة ظهورها بعد قرن من الزمان حيث انجذب الفيكتوريون إلى الخصائص العلاجية الشهيرة لمياهها.

### بدايات العصر الحجري
بنى سكان باكيستون الأوائل منازلهم في ليسمور فيلدز منذ حوالي 6000 عام. أعيد اكتشاف هذه المستوطنة التي تعود إلى العصر الحجري، وهي نصب تذكاري مجدول، في عام 1984، مع بقايا منزل دائري من الخشب الميزوليتي وبيوت طويلة من العصر الحجري الحديث.

### المستوطنة الرومانية
طور الرومان مستوطنة تُعرف باسم اكوا أرنيمتاي ("حمامات إلهة البستان"). تظهر العملات المعدنية التي تم العثور عليها أن الرومان كانوا في باكيستون طوال فترة احتلالهم لبريطانيا.
بوابة باتام ("الطريق إلى مدينة الحمامات") هي طريق روماني يمتد من حصن تيمبلبرو الروماني في جنوب يوركشاير إلى حصن نافيو الروماني وإلى باكيستون.

### العصور الوسطى
تم تسجيل اسم باكيستونز (بالإنجليزية: Buckestones)‏ لأول مرة في القرن الثاني عشر كجزء من ملكية عائلة بيفيريل. من 1153 كانت المدينة داخل ملكية دوقية لانكستر كراون، بالقرب من الغابة الملكية للقمة على جانب فيرفيلد من نهر واي. أُنشئت المزارع الرهبانية في فيرفيلد في القرنين الثالث عشر والرابع عشر انعكست ملكيتها الملكية في اسم كينجيسباكيستون (بالإنجليزية: Kyngesbucstones)‏.
بحلول عام 1460، تم اعتبار نبع باكيستون نبع مقدس مخصص للقديسة آن، التي تم اعتبارها نبعاً مقدسة رسمياً في عام 1382. ظهرت كنيسة صغيرة هناك بحلول عام 1498.

### ازدهار مدينة المنتجع الصحي

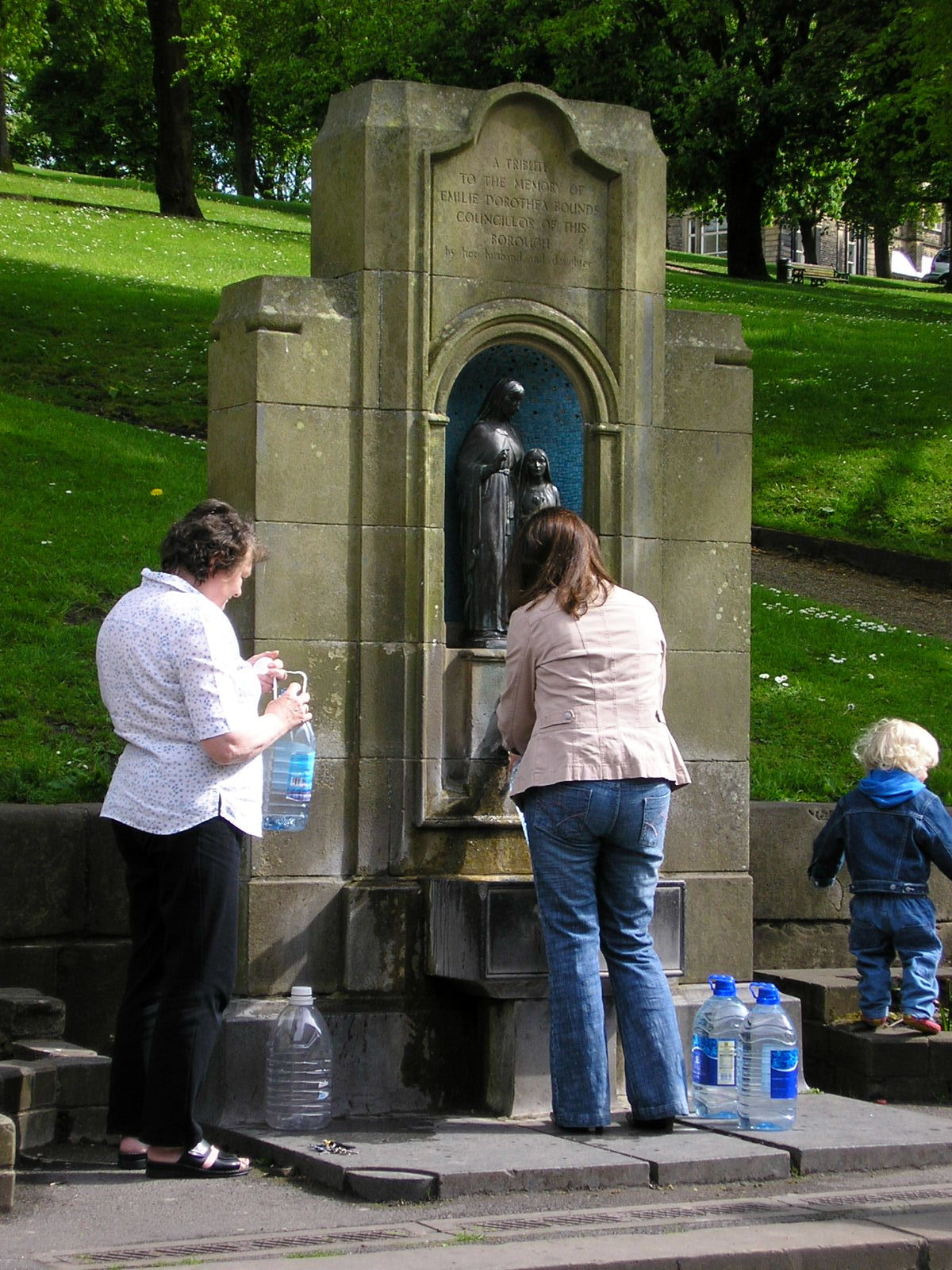
أشخاص يقومون بتعبئة زجاجات بالمياه في بئر القديسة آن.

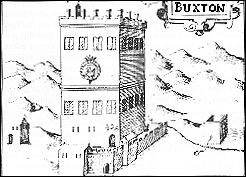
باكيستون ويلز، من خريطة عام 1610.

تم بناء باكيستون على نهر ويي، وأصبحت مدينة منتج صحي بسبب نبعها الحراري الأرضي، الذي يتدفق بمعدل 28 درجة مئوية.
تم نقل مياه الينابيع إلى بئر القديسة آن، وهو ضريح منذ العصور الوسطى عند سفح المنحدرات، مقابل الهلال وبالقرب من وسط المدينة. أطلق الفيلسوف توماس هوبز على البئر أنها واحدة من عجائب الدنيا السبع في بيك في كتابه عام 1636 (بالإنجليزية: Mirabilibus Pecci: Being The Wonders of the Peak in Darby-shire)‏ 
كما أن انخرط أهالي ديفونشاير في عام 1780 في تطوير أعمال المدينة، عندما استخدم ويليام كافنديش، دوق ديفونشاير الخامس، أرباح مناجم النحاس لتطويره كمنتجع صحي على طراز باث. كما قام بيس أوف هاردويك قد أحضر أحد أزواج ماري الأربعة، إيرل شروزبري، "لأخذ المياه" في باكيستون عام 1569، بعد فترة وجيزة من توليه منصب حارس ماري، ملكة اسكتلندا، وأخذ ماري هناك عام 1573. أطلقت على باكيستون اسم (بالفرنسية: La Fontagne de Bogsby)‏. ومكثت في موقع فندق أولد هول. تظهر المنطقة في أعمال ويستن هيو أودن وجين أوستن وإيميلي برونتي.

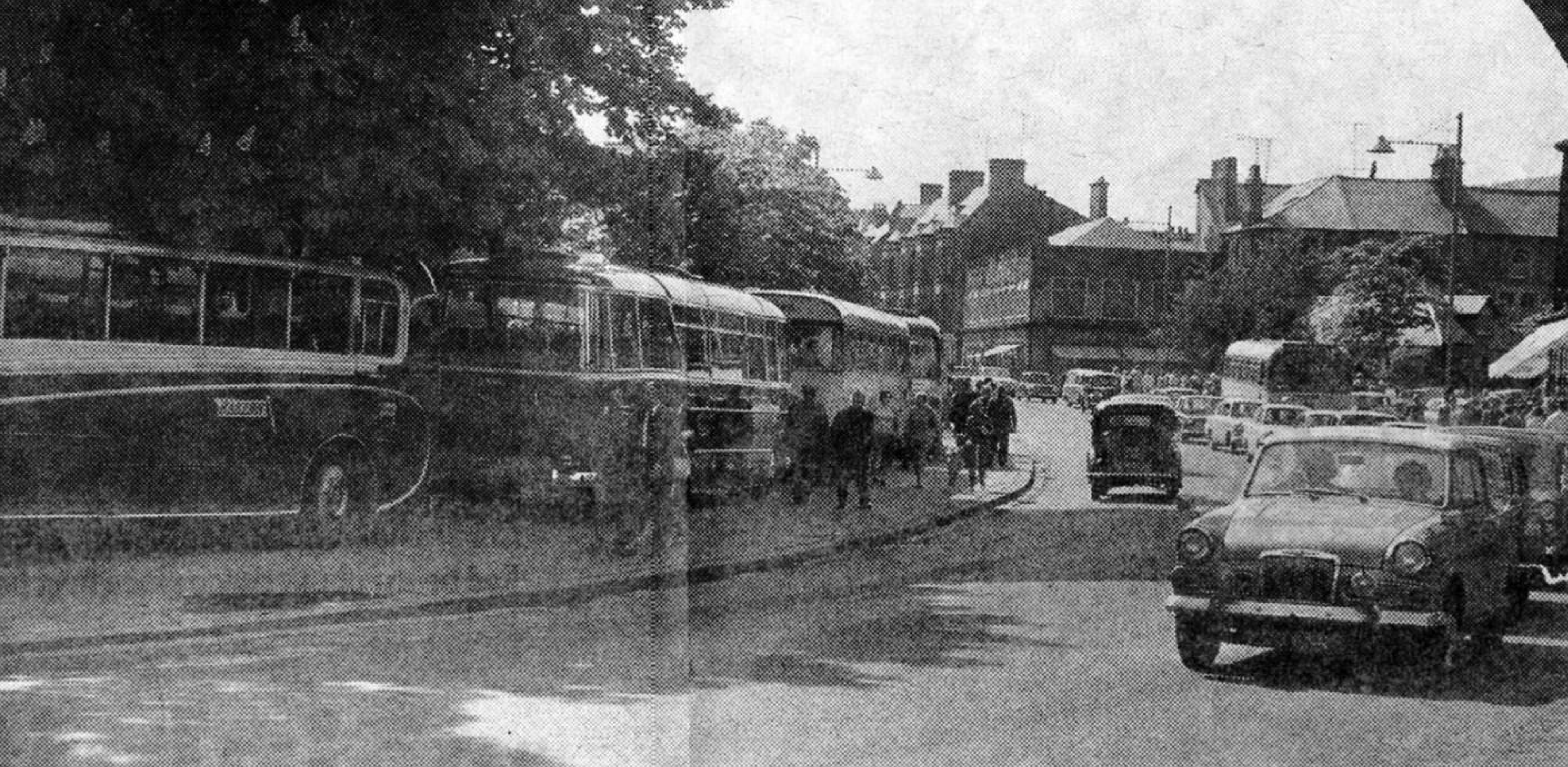
باكيستون في عام 1965 مع المتسوقين والسياح يملأون حدائق الربيع

تم تعزيز ملف باكيستون من خلال توصية من إراسموس داروين بشأن المياه هناك وفي مالتوك، موجهة إلى يوشيا ويدجوود. غالبًا ما كانت عائلة ويدجوود تزور باكيستون وأثنت على المنطقة لأصدقائها. استقر اثنان من أنصاف أبناء عموم تشارلز داروين، إدوارد ليفيت داروين وريجينالد داروين، في باكيستون. أدى وصول السكك الحديدية في عام 1863 إلى تحفيز النمو: فقد تجاوز عدد السكان البالغ 1800 نسمة عام 1861 6000 نسمة بحلول عام 1881.

### القرن العشرين
كانت باكيستون قاعدة للقوات البريطانية والكندية في الحرب العالمية الأولى. تم إنشاء مستشفى جرانفيل العسكري في فندق باكيستون هيدروباثيك، مع ضم فندق بالاس. تدربت الكاتبة فيرا بريتين كممرضة في قسم المساعدة التطوعية في مستشفى ديفونشاير في عام 1915. استخدم المهندسون الملكيون المقيمون في باكيستون بحيرات بافيليون جاردنز للتدريب على بناء الجسور العائمة. تم إنشاء معسكرات أسرى الحرب في لادمانلو و بيك ديل في عام 1917 لتزويد العمال بمحاجر الحجر الجيري المحلية.
أصبح سلاح الجو الملكي البريطاني هاربور هيل منشأة لتخزين القنابل تحت الأرض خلال الحرب العالمية الثانية وأكبر نفايات ذخيرة في البلاد. كانت أيضًا قاعدة لقسم منطقة الذروة في خدمة الإنقاذ الجبلية التابعة لسلاح الجو الملكي البريطاني. أقيمت معسكرات أسرى الحرب للإيطاليين والألمان على طريق ليسمور، قبالة طريق ماكليسفيلد وفي دوف هولز.
بعد تراجع باكيستون كمنتجع صحي في أوائل القرن العشرين، عادت باكيستون إلى الظهور في الخمسينيات والسبعينيات من القرن الماضي. احتفظ مسرح بلاي هاوس بشركة مرجع وعقدت حفلات موسيقى البوب في أوكتاقون (بما في ذلك البيتلز في عام 1963). أعيد افتتاح دار الأوبرا في عام 1979 مع إطلاق مهرجان باكيستون، وكانت المدينة تستخدم كقاعدة لاستكشاف منطقة الذروة.

## الجغرافيا والجيولوجيا
على الرغم من أن باكيستون خارج حدود المنتزه الوطني، إلا أنها تقع في الجزء الغربي من منطقة الذروة، بين الحجر الجيري الكربوني السفلي للقمة البيضاء إلى الشرق والصخر الزيتي الكربوني العلوي والحجر الرملي والحجر الحصى للقمة المظلمة إلى الغرب. كانت المستوطنة المبكرة (التي لم يتبق منها سوى كنيسة أبرشية سانت آن، التي بنيت عام 1625) مصنوعة إلى حد كبير من الحجر الجيري،  بينما المباني الحالية من الحجر الرملي المحفور محليًا، تعود في الغالب إلى أواخر القرن الثامن عشر. 

في الطرف الجنوبي من المدينة، نحت نهر واي كهفًا كبيرًا من الحجر الجيري يُعرف باسم كهف بول. كما أن غرف الكهف التي تمتد على مسافة أكثر من 330 ياردة (300 متر) مفتوحة للجميع. كما يحتوي الكهف على أكبر نوازل في ديربيشاير وبعض الصواعد الفريدة من نوعها ويطلق عليها"بيض مسلوق" (بالإنجليزية: Poached egg)‏. يشير اسمها إلى عامل طريق محلي.

### المناخ
تتمتع باكيستون بمناخ محيطي مع صيف قصير ومعتدل وشتاء طويل وبارد. على ارتفاع حوالي 1,000 قدم (300 م) فوق مستوى سطح البحر، باكيستون هي أعلى مدينة سوق في إنجلترا. ارتفاع باكيستون يجعلها أكثر برودة ورطوبة من المدن المحيطة، مع درجة حرارة نهارًا تبلغ حوالي 2 درجة مئوية أقل من مانشستر.
قامت محطة الأرصاد الجوية التابعة لمكتب الأرصاد الجوية بجمع بيانات مناخية للمدينة منذ عام 1867، مع بيانات رقمية من عام 1959 متاحة عبر الإنترنت. في يونيو 1975، عانت المدينة من عاصفة ثلجية غريبة تسببت بإيقاف اللعب خلال مباراة كريكيت.

## المعالم المعمارية البارزة

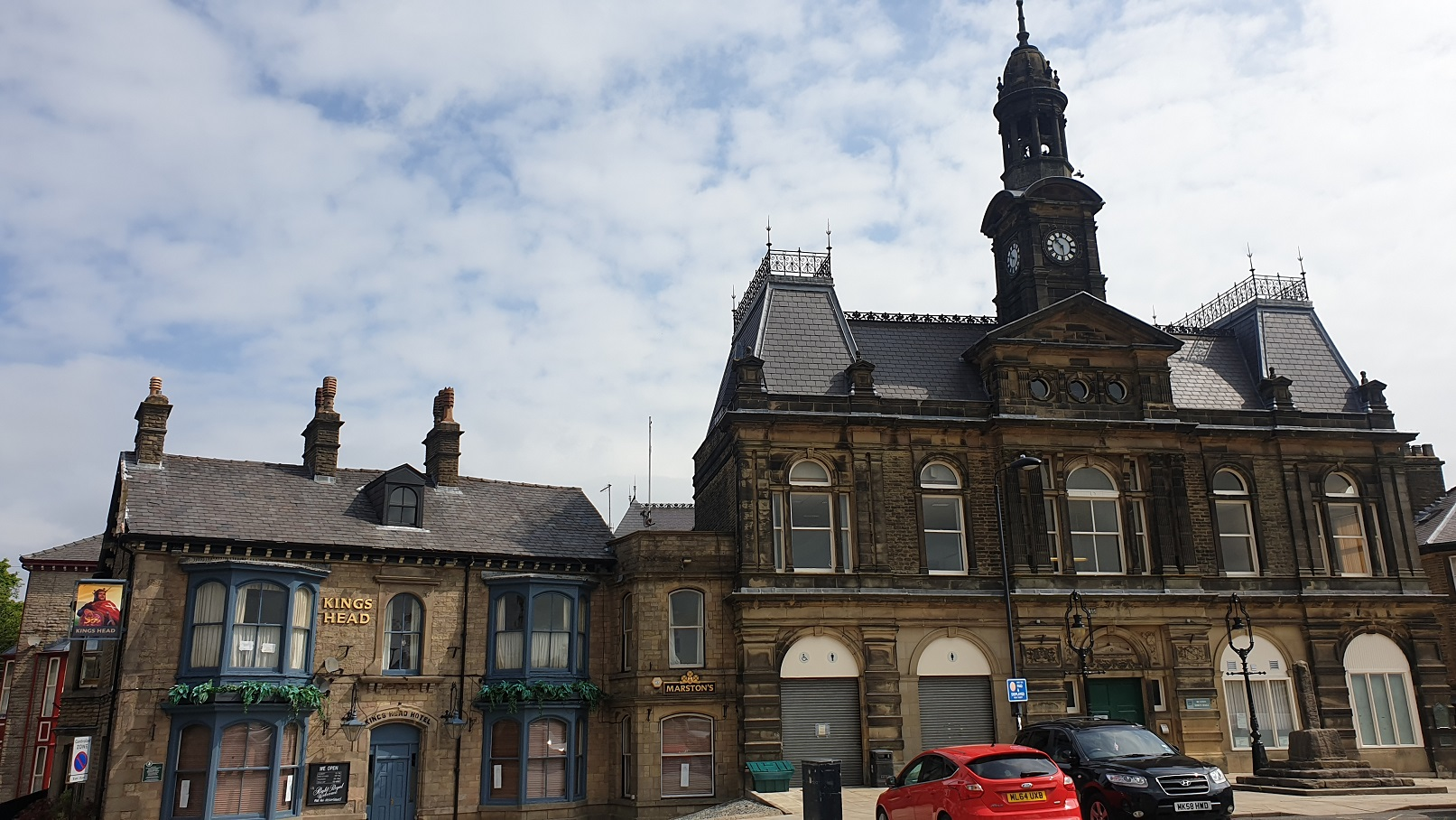
قاعة مدينة باكيستون (على اليمين).

كانت المياه الحرارية لباكيستون عاملا في تردد الزوار على المدينة، خاصة في القرنين الثامن عشر والتاسع عشر، بالاضافة  إلى العديد من المباني الجديدة لتوفير مرافق الضيافة.
فندق أولد هول هو أحد أقدم المباني في المدينة. كان مملوكًا لجورج تالبوت، إيرل شروزبري السادس، والذي كان مع زوجته بيس أوف هاردويك، "حارس" ماري ، ملكة اسكتلندا، التي جاءت إلى باكيستون عدة مرات للاستمتاع بالمياه، وكانت زيارتها الأخيرة في 1584. يعود تاريخ المبنى الحالي إلى عام 1670، وله واجهة من خمسة خليج مع مدخل توسكان.

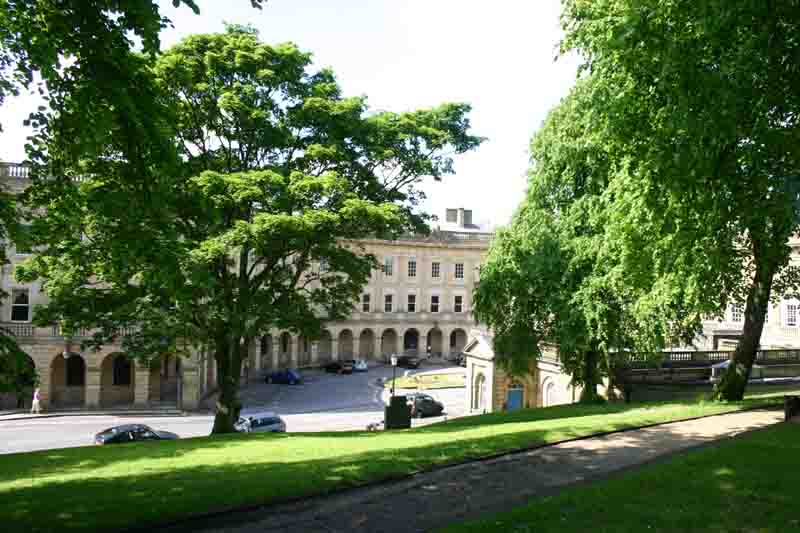
هلال باكيستون وبئر القديسة آن.

تم بناء الهلال المدرج من الدرجة الأولى في 1780-1784 لدوق ديفونشاير الخامس، كجزء من جهوده لتحويل باكيستون إلى مدينة سبا عصرية. تم تصميمه على غرار الهلال الملكي في باث، من قبل المهندس المعماري جون كار، جنبًا إلى جنب مع المثمن غير المنتظم المجاور وأعمدة الإسطبلات العظيمة. تم الانتهاء من هذه في عام 1789، ولكن في عام 1859 تم تحويله إلى حد كبير إلى مستشفى خيري "للمرضى الفقراء" من قبل هنري كوري، المهندس المعماري لدوق ديفونشاير السابع. عمل كوري سابقًا في مستشفى سانت توماس في لندن. أصبح معروفًا باسم مستشفى ديفونشاير الملكي في عام 1934. تم تنفيذ مراحل لاحقة من التحويل بعد عام 1881 من قبل المهندس المعماري المحلي روبرت ريبون ديوك، بما في ذلك تصميمه لقبة ديفونشاير كأكبر قبة غير مدعومة في العالم، ويبلغ قطرها 144 قدم (44 م) - أكبر من البانثيون على 141 قدم (43 م)، كاتدرائية القديس بطرس على 138 قدم (42 م) في روما، وكاتدرائية القديس بولس على 112 قدم (34 م). تم تجاوز الرقم القياسي فقط من خلال قباب الإطار الفضائي مثل قبة جورجيا ( 840 قدم (260 م). أصبح المبنى والفيلات الفيكتورية المحيطة به الآن جزءًا من جامعة داربي.

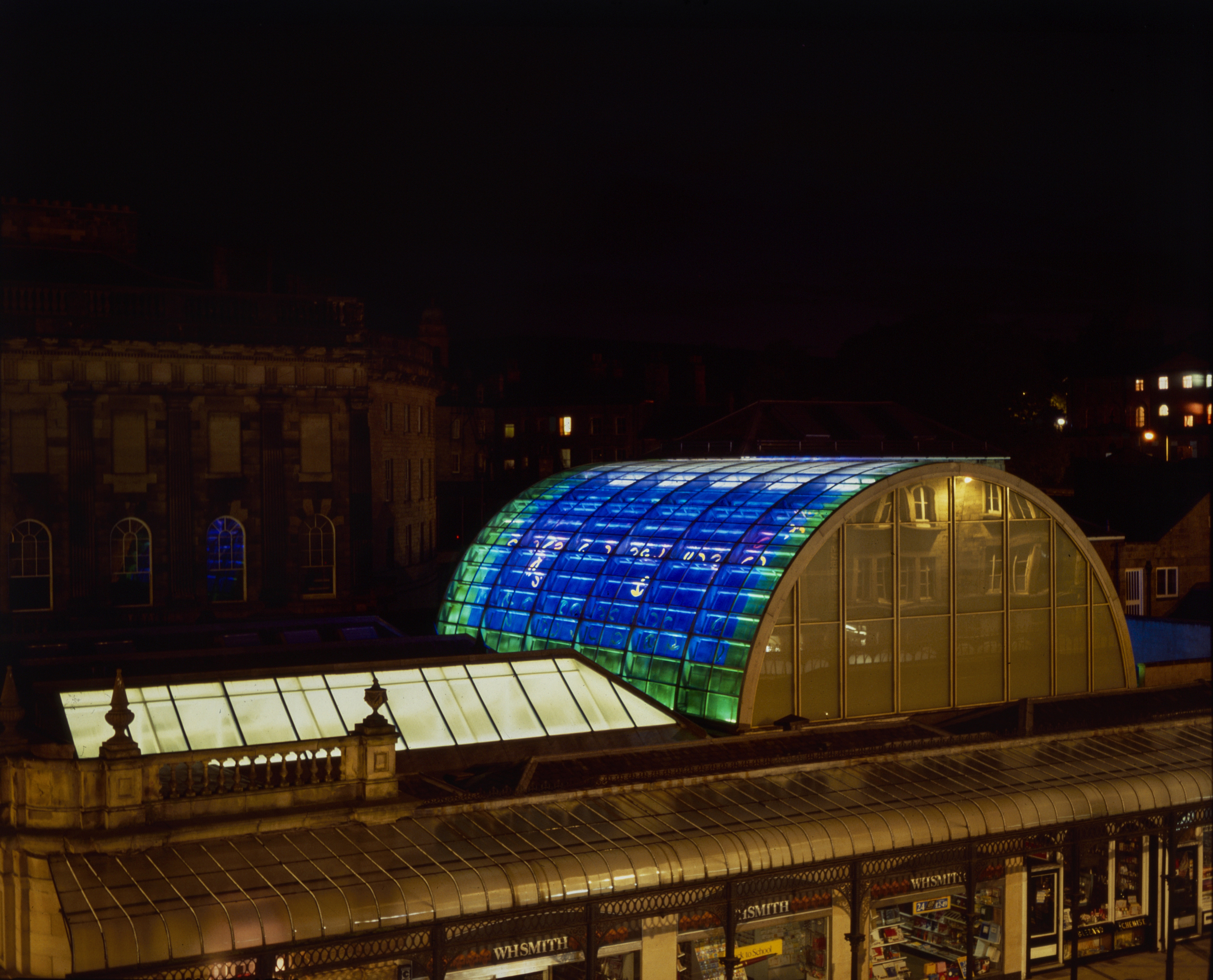
إطلالة ليلية على حمامات باكيستون الحرارية التي تم ترميمها ومظلة زجاجية ملونة حديثة من قبل برايان كلارك فوق كافينديش أركيد.

صمم المهندس كيريز أيضًا حمامات باكيستون المدرجة في الدرجة الثانية، والتي تضم حمامات معدنية طبيعية إلى غرب الهلال وحمامات باكيستون الحرارية إلى الشرق، والتي تم افتتاحها في عام 1854 في موقع الحمامات الرومانية الأصلية، جنبًا إلى جنب مع 1884 غرفة بومب المقابلة. تم ترميم الحمامات الحرارية، التي أغلقت في عام 1963 وكانت معرضة لخطر الهدم، وتحويلها إلى ساحة تسوق من قبل مهندسي الحفظ ديريك لاثام وشركائه. ساهم الفنان المعماري بريان كلارك في أعمال التجديد. مخططه، الذي تم تصميمه في عام 1984 واكتمل في عام 1987، كان لعمل فني حديث بارز، سقف زجاجي ملون حديث مقبب للبرميل لإحاطة الحمامات السابقة - في ذلك الوقت كان أكبر ملون نافذة زجاجية في الجزر البريطانية - تخلق مساحة أذينية لما أصبح يعرف باسم كافنديش أركيد.   يمكن للزوار "أخذ المياه" في غرفة المضخات حتى عام 1981. بين عامي 1981 و 1995، كان المبنى يضم معرض باكيستون ميكراريوم، وهو عرض تفاعلي مع 50 مجهرًا يتم التحكم فيه عن بُعد. تم تجديد المبنى كجزء من إعادة تطوير هلال باكيستون والمنتجع الصحي الحراري بتمويل من اليانصيب الوطني. بجانبه، تمت إضافته في عام 1940، يوجد بئر القديسة آن. في أكتوبر 2020، أعيد أفتتاح افتتاح الهلال كفندق منتجع صحي من فئة 5 نجوم، بعد تجديد دام 17 عامًا.
بجانب الهلال يقف النصب التذكاري المهيب لصموئيل تورنر (1805-1878)، أمين صندوق مستشفى ديفونشاير وجمعية حمامات باكيستون الخيرية، الذي تم بناؤه عام 1879 وفُقد بالصدفة في الجزء الأخير من القرن العشرين أثناء أعمال البناء، قبل العثور عليه وترميمه في عام 1994.
عندما وصلت السكك الحديدية إلى بكستون في عام 1863، تم تصميم محطة سكة حديد باكيستون من قبل جوزيف باكيستون، بستاني سابقًا ومهندسًا معماريًا لوليام كافنديش، دوق ديفونشاير السادس. ساهم باكيستون أيضًا في تخطيط الحوزة الدائرية لطريق بارك. ربما اشتهر بتصميمه لقصر الكريستال في لندن. تم الانتهاء من قاعة بلدية باكيستون، التي صممها ويليام بولارد، في عام 1889.

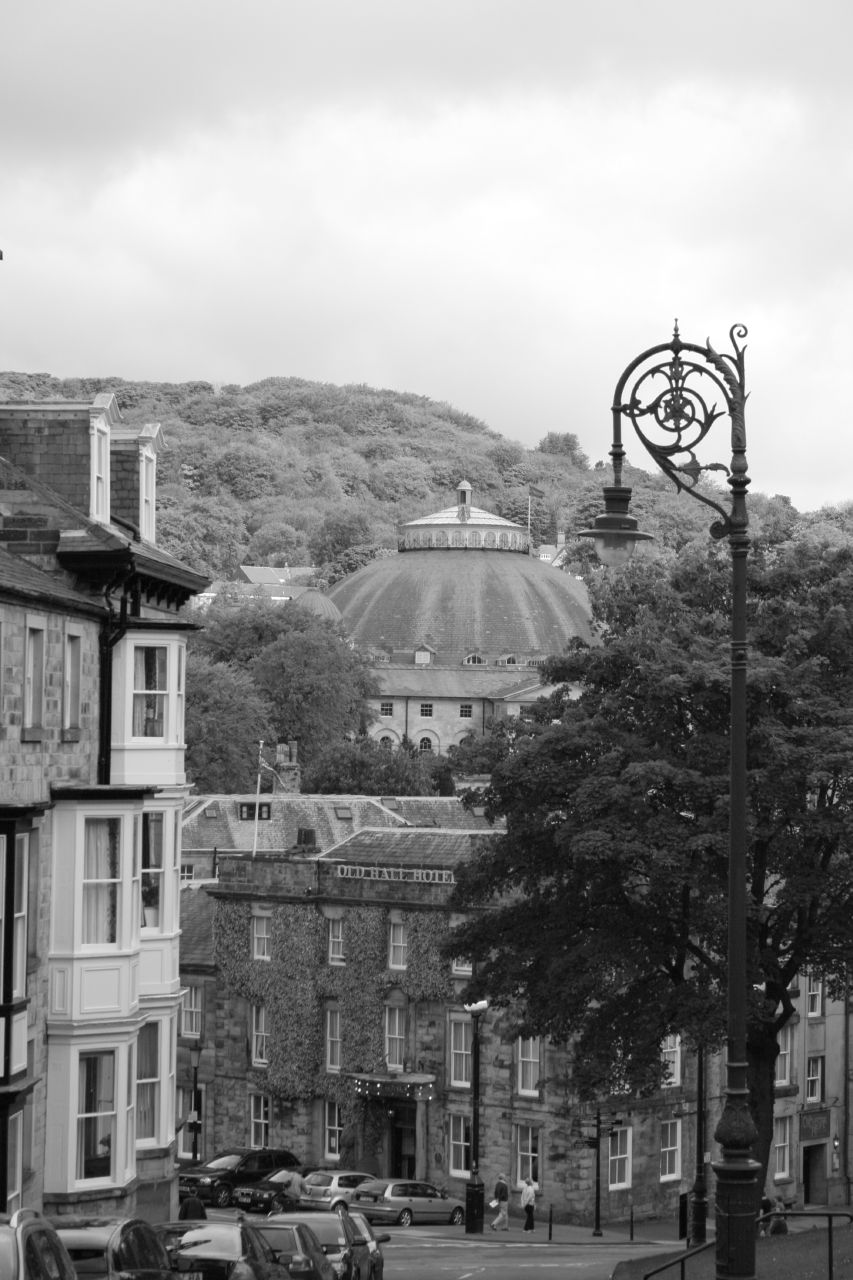
كوربار هيل والقبة.

### معالم معمارية أخرى
دار أوبرا بكستون، التي صممها فرانك ماتشام عام 1903، هي أعلى دار أوبرا في البلاد. ماتشا، مهندس المسرح، كان مسؤولاً عن العديد من مسارح لندن، بما في ذلك لندن بالاديوم، ومدرج لندن، وإمبراطورية هاكني. المقابل هو صندوق بريد أصلي مثمن عمودي. دار الأوبرا ملحقة بحدائق بافيليون، قاعة مثمنة (بنيت عام 1875) ومركز بافيليون للفنون الأصغر ( سباق الخيل ومسرح بلاي هاوس سابقًا). تحتوي حدائق باكيستون بافيليون، التي صممها إدوارد ميلنر، على 93000 متر مربع من الحدائق والبرك وتم افتتاحها في عام 1871. تشكل هذه الحديقة العامة المدرجة من الدرجة الثانية * ذات الأهمية التاريخية الخاصة. كان تصميم ميلنر عبارة عن تطوير للمناظر الطبيعية لجوزيف باكيستون لممرات سيربنتين في ثلاثينيات القرن التاسع عشر.

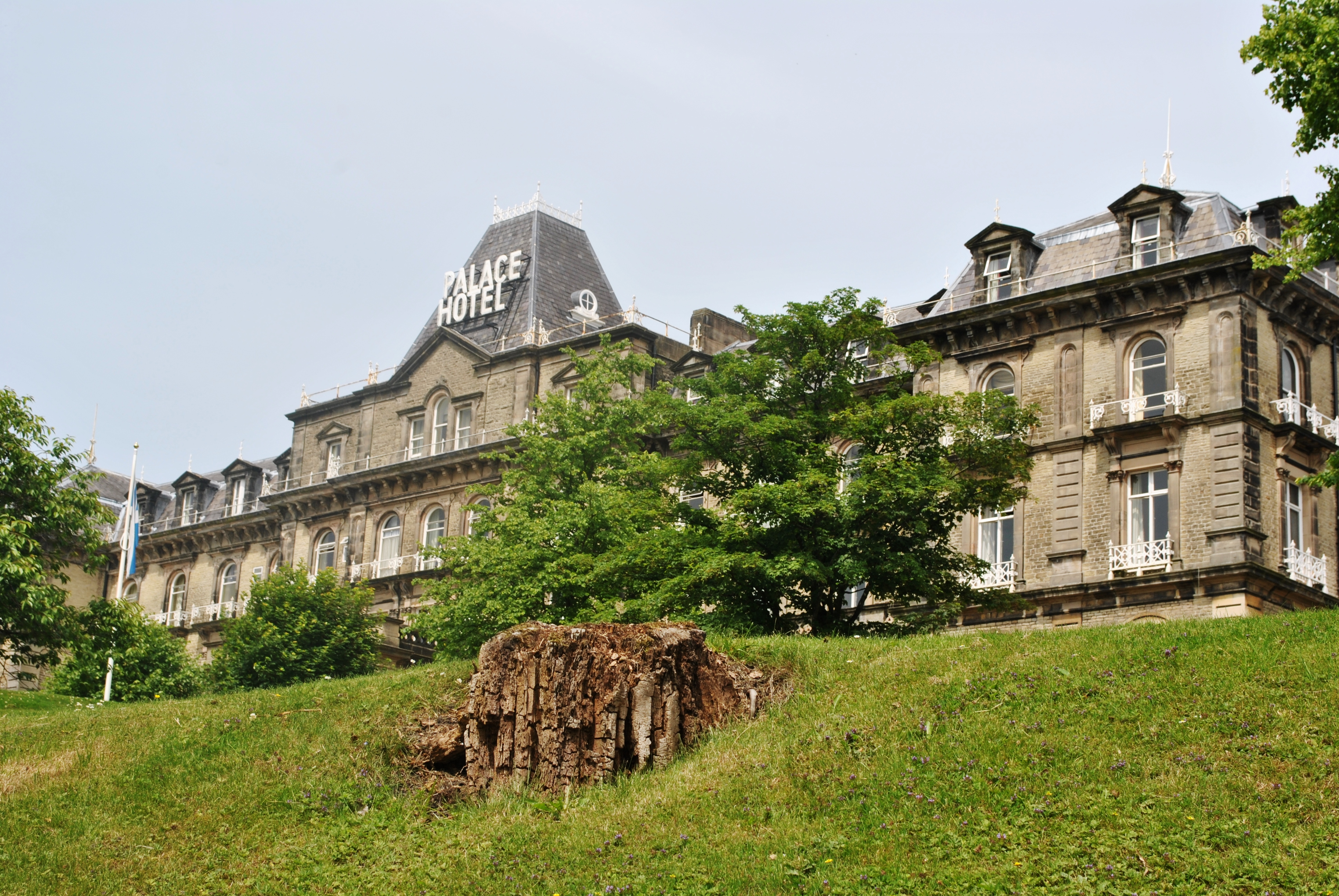
فندق بالاس.

يعد فندق بالاس المكون من 122 غرفة، والذي صممه أيضًا المهندي كيريز وتم بناؤه عام 1868، ميزة بارزة في أفق باكيستون على التل فوق محطة السكك الحديدية.
يحجب المدينة تلال أتوب جرين لو هيل، على ارتفاع 1441 قدمًا (439 مترًا) فوق مستوى سطح البحر، بجانب برج جرينلو (يُطلق عليه محليًا أيضًا معبد سليمان)، وهو عبارة عن جرانيت من طابقين، وحماقة ملتوية، مبنية في عام 1834 من قبل سليمان ميكوك لتوفير العمل للعاطلين عن العمل المحليين، وعادوا في عام 1996 بعد إغلاق طويل. في الاتجاه الآخر، على تل كوربار، على ارتفاع 1433 قدمًا (437 مترًا) فوق مستوى سطح البحر، يوجد صليب كوربار الخشبي الطويل. أعطاه دوق ديفونشاير في الأصل للكنيسة الكاثوليكية في عام 1950 للاحتفال بالسنة المقدسة، وتم استبداله في الثمانينيات. في عام 2010، أثناء زيارة البابا بنديكتوس السادس عشر إلى المملكة المتحدة، تم قطعها احتجاجًا على تاريخ طويل من إساءة معاملة الأطفال في مدرسة سانت ويليامز الكاثوليكية في ماركت وييتون، يوركشاير. جلبت مجموعة الكنائس معًا في باكيستون المسكونية العديد من المحسنين لاستبدال الصليب بآخر أصغر في مايو 2011.
العديد من الحانات والنزل في باكيستون هي مبانٍ مدرجة تعكس الطابع التاريخي للمدينة، على الرغم من هدم العديد من المباني. تشمل المباني المفقودة فيباكيستون فنادق السبا الكبرى ومحطة ميدلاند للسكك الحديدية وسينما بيت الصور و مدرسة كافينديش للقواعد اللغوية للبنات.

## الثقافة

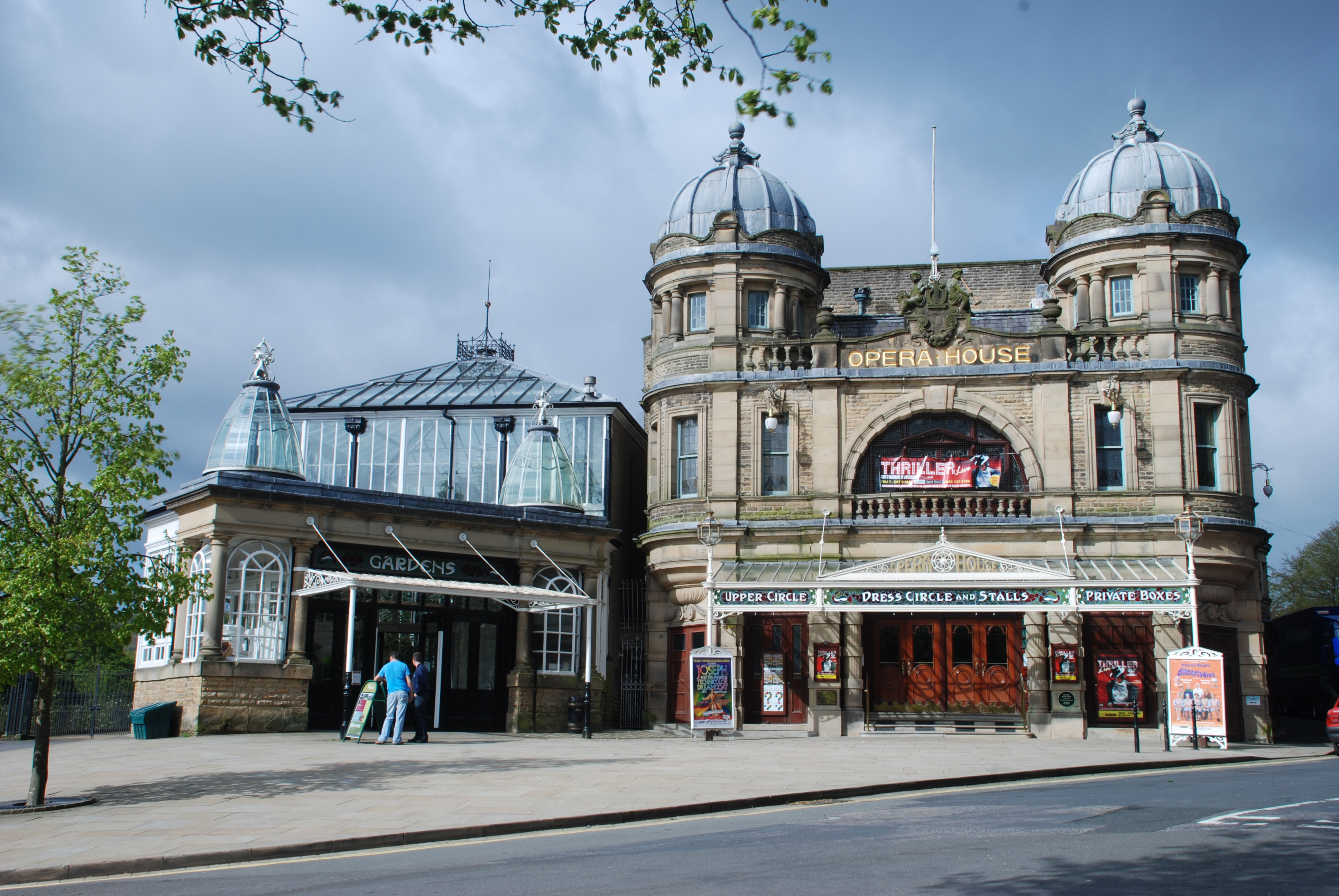
دار أوبرا باكيستون.

تشمل الفعاليات الثقافية مهرجان باكيستون السنوي، والمهرجانات والعروض في دار أوبرا باكيستون، والعروض التي تقام في أماكن أخرى بجانبهم. يقدم متحف باكيستون ومعرض الفنون معارض على مدار العام.

### مهرجان باكيستون
مهرجان باكيستون، الذي تأسس في عام 1979، هو حدث للأوبرا والفنون يقام في يوليو في دار الأوبرا وأماكن أخرى. وهي تشمل الأحداث الأدبية في الصباح، والحفلات الموسيقية والحفلات في فترة ما بعد الظهر، والأوبرا، التي نادراً ما تؤدى في المساء. تحسنت جودة برنامج الأوبرا في السنوات الأخيرة، بعد عقود، وفقًا للناقد روبرت كريستيانسن، تضمن المهرجان "عملًا ذا جودة متواضعة لدرجة أنني كنت أتوق إلى وجود شخص ما ليعمل على تحسينها واخراجها من بؤسها". يتم تقديم المهرجان جنبًا إلى جنب مع مهرجان هامش باكيستون، المعروف باسم الإحماء لـ مهرجان احماء إدنبره. يتميز هامش باكيستون بالدراما والموسيقى والرقص والكوميديا والشعر والمعارض الفنية والأفلام في جميع أنحاء المدينة. في عام 2018، اشترك 181 مشاركًا وكانت فئات الكوميديا والمسرح في أكبر عدد ممكن.

### احتفالات أخرى
يقدم مهرجان الموسيقى فور فور تايم الذي يستمر أسبوعاً في فبراير مجموعة متنوعة من موسيقى الروك والبوب والفلكلور والبلوز والجاز والموسيقى العالمية. عُقد مهرجان جيلبرت وسوليفان الدولي، وهو حدث مسرحي لمدة ثلاثة أسابيع من نهاية يوليو وحتى معظم شهر أغسطس، في باكيستون من 1994 إلى 2013؛ من ثم انتقل إلى هاروغيت في عام 2014.
تقدم دار الأوبرا برنامجًا مدته عام كامل من الدراما والحفلات الموسيقية والكوميديا وغيرها من الأحداث. في سبتمبر 2010، أعيد افتتاح جناح باكيستون في بافيليون جاردنز كمركز بافيليون للفنون بعد تكلفة إعادة بناء بلغت 2.5 مليون جنيه إسترليني تقع خلف دار الأوبرا، وتضم قاعة تتسع لـ 369 مقعدًا. يمكن تحويل منطقة المسرح إلى مسرح استوديو منفصل يتسع لـ 93 مقعدًا.
يضم متحف باكيستون ومعرض الفنون القطع الأثرية المحلية والعينات الجيولوجية والأثرية (بما في ذلك مجموعة ويليام بويد داوكنز) ولوحات من القرنين التاسع عشر والعشرين، مع أعمال برانقوين و شاغال وشاهين ومعاصريهم. هناك أيضًا عروض لفنانين محليين وإقليميين وأحداث أخرى. تقيم حدائق بافيليون معارض الفنون والحرف اليدوية والتحف والمجوهرات بانتظام.
يستمر مهرجان تلبيس بئر باكيستون في الأسبوع حتى يوم السبت الثاني من شهر يوليو في شكله الحالي منذ عام 1840، للاحتفال بتوفير المياه العذبة إلى أعلى نقطة في سوق المدينة. بالإضافة إلى تلبيس الآبار، فإنه يشمل موكب كرنفال وملاهي في السوق. الملابس الجيدة هي عادة قديمة فريدة من نوعها في منطقة بيك وديربيشاير ويعتقد أنها تعود إلى العصر الروماني وسلتيك، عندما كانت المجتمعات ترتدي الآبار للتعبير عن الشكر على إمدادات المياه العذبة.

## الاقتصاد
يغطي اقتصاد باكيستون السياحة وتجارة التجزئة واستغلال المحاجر والبحث العلمي والصناعات الخفيفة وتعبئة المياه المعدنية. تعد جامعة داربي من أشهر أصحاب العمل في باكيستون. يحيط بالمدينة منتزه بيك ديستريكت الوطني، ويقدم مجموعة من الأحداث الثقافية؛ فالسياحة هي صناعة رئيسية، مع أكثر من مليون زائر إلى باكيستون كل عام. كما تعد باكيستون مركز رئيسي للإقامة الليلية في منطقة بيك ديستريكت، مع أكثر من 64 في المائة من مساحة أسرة زوار الحديقة.
تقوم شركة باكيستون للمياه المعدنية المملوكة لشركة نستله بانتاج وتعبئة زجاجات المياه المعدنية. يظهر إعلان باكيستون أسبوعيًا. يعتبر متجر الخزافون (بالإنجليزية: Potter of Buxton)‏ في باكيستون من أقدم المتاجر متعددة الأقسام في المدينة، وقد تأسس عام 1860.

### المحاجر
شكلت صناعة الجير في باكيستون تطور المدينة والمناظر الطبيعية منذ بدايات القرن السابع عشر. تم تشكيل شركات باكيستون للجير من قبل 13 من أصحاب المحاجر في عام 1891. أصبح شركات باكيستون للجير جزءًا من إيمبيريال للصناعات الكميائية في عام 1926 وكانت باكيستون المقر الرئيسي لشركة قسم حجر الجير حتى السبعينيات. تقع العديد من محاجر الحجر الجيري بالقرب من بعضها، بما في ذلك "تونستيد سوبر كويري"، أكبر منتج للحجر الجيري الصناعي عالي النقاء في أوروبا، ويعمل به 400 موظف. يوفر قطاع المحاجر أيضًا وظائف في معالجة وتوزيع الحجر الجيري. تشمل جهات العمل الصناعية الأخرى معمل الصحة والسلامة، الذي يشارك في أبحاث الصحة والسلامة والتحقيقات في الحوادث ويحافظ على أكثر من 350 موظفًا محليًا.

## التعليم
تستضيف المدينة الحرم الجامعي لجامعة داربي في موقع مستشفى ديفونشاير الملكي السابق، بالإضافة إلى كلية باكيستون وليك التي تشكلت من اندماج الجامعة في أغسطس 2012 مع كلية ليك.
تشمل المدارس الثانوية مدرسة باكيستون المجتمعية على طريق كوليج السابق لكلية باكيستون ومدرسة ساينت توماس مور الكاثولوكية. تشمل المدارس الأخرى مدرسة باكيستون جونيور، ومدرسة سانت آن الكاثوليكية الابتدائية، ومدرسة هاربور هيل الابتدائية، ومدرسة باكيستون للرضع، ومدرسة جون دنكان، وحضانة أطفال فيرفيلد، وحضانة برباج الابتدائية، ودوف هولز الابتدائية، وفيرفيلد وهبت جونيور، وبيك ديل الابتدائية، وكلية ليك، ومدرسة أولد سامز فارم المستقلة، ومدرسة هولينكلو سي الابتدائية، وفلاش سي إي الابتدائية، وإيرل ستيرنديل سي إي الابتدائية، وبيك فورست سي إي الابتدائية وحضانة كومبس للرضع.

## المنظمات الرياضية والمدنية

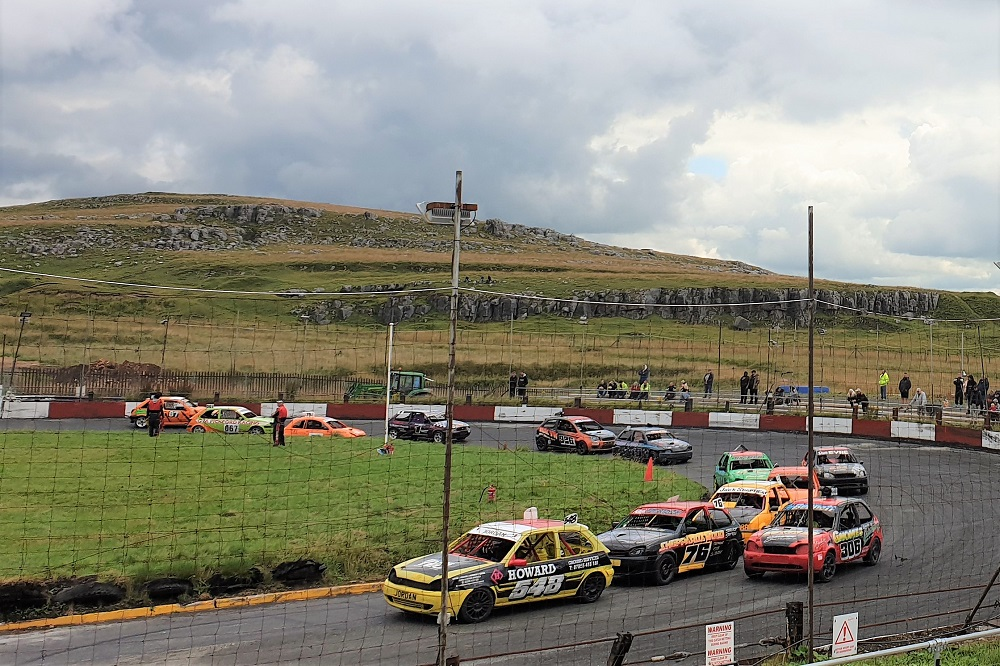
مضمار سباق باكيستون.

تحتوي أرض المدينة على مضمارين صغيرين للطرق السريعة. حلبة سباق باكيستون (المعروفة سابقًا باسم مضمار هاي ايج)، قبالة طريق أي 53 باكيستون إلى ليك، هي حلبة لرياضات السيارات تم إنشاؤها في عام 1974، وتستضيف سباقات سيارات السباق والسيارات الأصلية، فضلاً عن فعاليات التفحيط. كانت موطنًا لفريق باكيستون هاي ايدج هيتمن في منتصف التسعينيات قبل أن ينتقل الفريق إلى مسار مخصص إلى الشمال من المسار الأصلي. المسار الأصلي في هاي إيدج ريسواي كان من بين الأطول والأصعب في المملكة المتحدة. المسار الجديد أكثر تقليدية، مع إجراء تحسينات منتظمة. كان باكيستون من المنافسين في دوري المؤتمرات. كان من المقرر أن تعقد حلبة سباق باكيستون نهائي بطولة العالم للفورمولا 2 لعام 2019 في بريسكا.
يلعب نادي باكيستون لكرة القدم، (بالإنجليزية: Buxton FC)‏، في سلفرلاندز و نادي باكيستون للكريكت في ملعب بارك رود. نوادي المدينة الأخرى هي اتحاد باكيستون للرغبي ونادي باكيستون للهوكي. هناك أيضًا أربعة أندية كرة قدم في دوري هوب فالي: مدينة باكيستون وبيك ليك وباكيستون كريستان يلعبون في مركز فيرفيلد و بليزنق راغ في مركز كينتس بانك الترفيهي.
يوجد في باكيستون ملعبي غولف يضمان 18 حفرة. تم تصنيف نادي كافنديش للجولف بين أفضل 100 نادي في إنجلترا. تم تصميمه من قبل الشهير أليستر ماكنزي ويعود تاريخه إلى عام 1925. في فيرفيلد يوجد نادي الغولف باكيستون وهاي بيك. تأسس عام 1887 في موقع مضمار سباق باكيستون، وهو الأقدم في ديربيشاير.

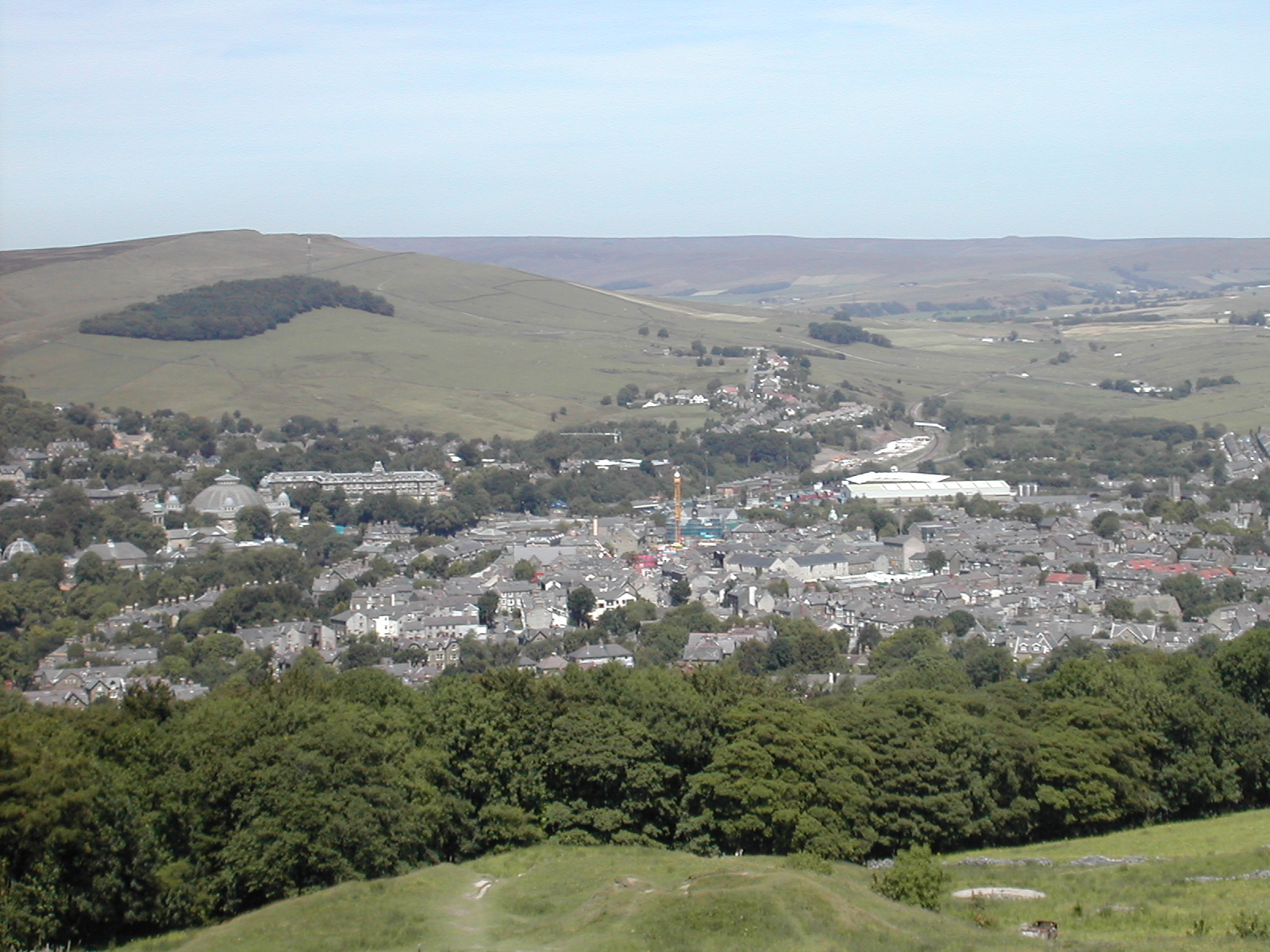
منظر لمدينة باكيستون من مرتفع بيك ديستريكت.

يعد معبد سليمان على سفح التل مكانًا شهيرًا للصخور المحلية مع العديد من النتوءات الصغيرة التي تسبب مشاكل بشكل رئيسي في الدرجات الدنيا. تم وصفها في دليل (بالإنجليزية: High over Buxton: A Boulderer's Guide 2003)‏. هوفمان كواري في هاربور هيل، الذي يقع بشكل بارز فوق باكيستون، هو مكان محلي لرياضة التسلق.
تشمل المجموعات الشبابية مسرح كاليديوسكوب للشباب في مركز بافيليون للفنون، والتدريب الجوي في باكيستون بالاضافة الى التدريب البحري والعسكري لديربيشير، بالإضافة إلى وحدات من جمعية الكشافة والمرشدين.
يوجد في باكيستون ثلاثة نزل ماسونية وفصل القوس الملكي، الذي يلتقي في القاعة الماسونية، شارع جورج. تم تكريس كوخ فينيكس ساينت آن رقم 1235 في عام 1865، كوخ باكيستون رقم 1688 في عام 1877، وكوخ هاي بيك رقم 1952 في 1881. يُلحق فرع القوس الملكي كوخ فينيكس في سانت آن، ويحمل نفس الاسم والرقم ، وقد تم تكريسه عام 1872.

## الوسائل الاعلامية
تأتي الأخبار التلفزيونية الإقليمية من بي بي سي نورث ويست ومقرها سالفورد و آي تي في غرناطة، إذاعة محلية من راديو جريتست هيتس راديو ديربيشاير (هاي بيك) (سابقًا راديو هاي بيك) على 106.4 إف إم، وبي بي سي راديو داربي على 96.0 إف إم.

## وسائل النقل

### سكة الحديد
محطة سكة حديد باكيستون لديها رحلات عامة تنطلق كل نصف ساعة إلى محطة قطار ستوكبورت ومحطة مانشستر بيكاديللي، بالإضافة الى رحلات خدمة باكيستون والتي تخدم المناطق الشمالية من بريطانيا. تستغرق الرحلة المنطلقة من باكيستون إلى مانشستر أقل من ساعة بقليل.

#### التاريخ

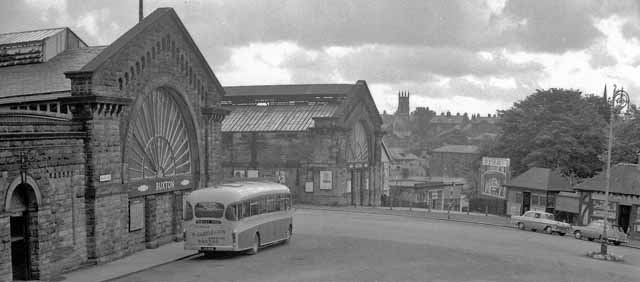
الواجهة الخارجية للمحطة عام 1965. المحطة الحالية على اليسار ومحطة سكة حديد ميدلاند السابقة في وسط الصورة.

في الماضي، كان يوجد في باكيستون ثلاث سكك حديدية. تم محاذاة اثنين من السكك مع خطوط لندن والشمال الغربي: باكيستون و هاي باكيستون؛ كان الأخير بجوار طريق كليفتون وأغلق في عام 1951. والثالث كان باكيستون (ميدلاند)، ويقع بجوار محطة خطوط لندن والشمال الغربي. أصبحت محطة سكة حديد ميدلاند، التي أغلقت في 6 مارس 1967، موقعًا لمركز تسوق سبرينغ غاردنز. تم استخدام مسار سكة حديد مانشستر وباكيستون وماتلوك وميدلاند جانكشن، جزئيًا، كمسار للمشي وركوب الدراجات يُسمى بمسار مونسال.

#### التراث
أعادت خطوط بيك، وهي مجموعة سكة حديد محفوظة، القسم من محطة روزلي الجنوبية إلى مالتوك ولديها طموحات طويلة الأجل لإعادة فتحه من خلال باكيستون.

### الحافلات
تخدم المدينة خطوط الحافلات التي تعبر منتزه بيك ديستريكت الوطني، بما في ذلك المدن القريبة مثل جسر ويلي بريدج وتشابل أون لو فريث ونيو ميلز وجلوسوب وآشبورن . تقدم خدمة هاي بيك النقل خلال وقت الذروة رحلة كل ساعة جنوبًا إلى تاديغتون و وبيكويل و مالتوك و بيلبر ودربي. توجد أيضًا حافلة هاي بيك والتي تتجه مباشرة إلى مطار مانشستر عبر ستوكبورت. كما توجد باصات أخرى تربط باكيستون بماكلسفيلد، ليك، ستوك أون ترينت، شيفيلد، تشيسترفيلد وميدوهول.

### الخطوط الجوية
أقرب المطارات هو مطار مانشستر (يبعد عن مدينة باكيستون مسافة 35 ميلاً) ومطار ليفربول جون لينون (يبعد عن مدينة باكيستون مسافة 48 ميلاً) ومطار إيست ميدلاند (يبعد عن مدينة باكيستون مسافة 52 ميلاً).

## التركيبة السكانية
في تعداد 2011، كان عدد سكان باكيستون 98.3٪ أبيض، 0.6٪ آسيوي، 0.2٪ أسود و0.8٪ مختلط/متعدد.

## مشاهير باكيستون

### الخدمة العامة

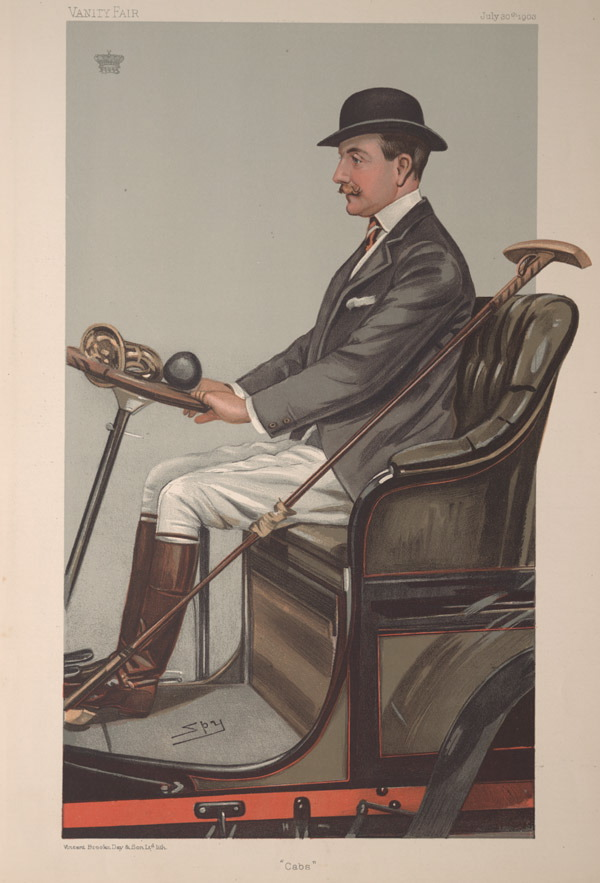
تشارلز هنري جون شيتويند تالبوت، فانيتي فير، 1903

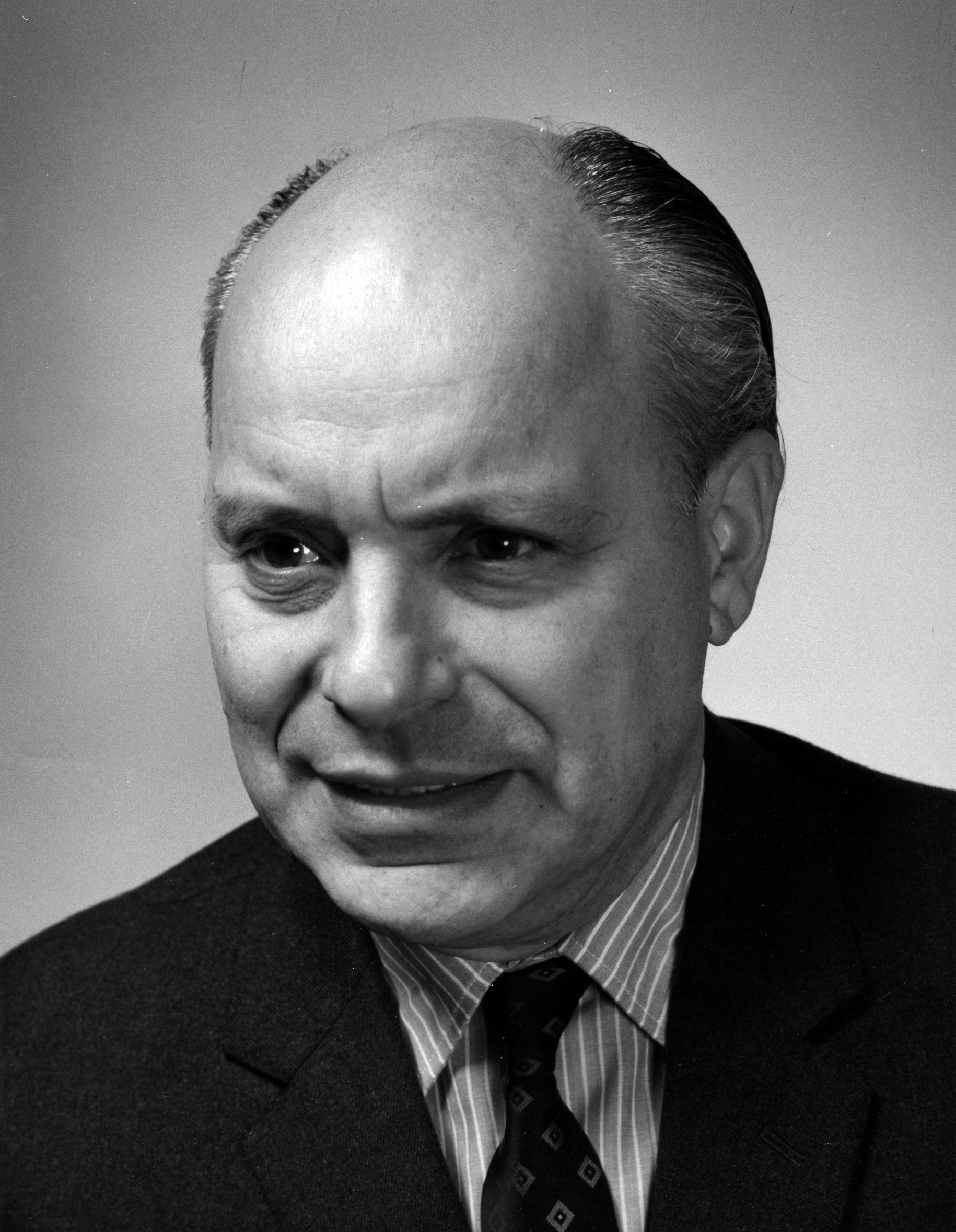
هربرت ايسنر.

- تشارلز شيتويند تالبوت، إيرل شروزبري العشرين (1860-1921)، على غرار الفايكاونت انغيستر، كان يقدم خدمات النقل في أوائل ثمانينيات القرن التاسع عشر عبر قيادة عربة جري هاوند (سريعة) يوميا لمسافة 20 ميلاً من منتج باكيستون الصحي إلى منزله الواقع في التون تاورز.
- هنري غوبي سي بي إي (1861-1948)، أمين مكتبة مكتبة جون ريلاندز في مانشستر من عام 1899 إلى عام 1948، اتخذ من مدينة باكيستون مسكنًا له.
- الأدميرال ليونارد وارن موراي، سي بي، سي بي إي (1896-1971 في باكيستون)،[95]ضابط كبير في البحرية الملكية الكندية الذي لعب دورًا مهمًا في معركة الأطلسي.
- جون بيلكنجتون هدسون (1910 في باكيستون - 2007)، عالم بستنة[96] وخبير في التخلص من القنابل.
- هربرت آيزنر (1921-2011)، عالم بريطاني ألماني[97] رغوة إطفاء حرائق عالية التوسع، كاتب مسرحي، درس وعاش في باكيستون.
- توني مارشينجتون (1955 في باكسورث - 2011)، رائد أعمال في مجال التكنولوجيا الحيوية[98] ومالك فلاينغ سكوتمان.

### السياسة
- هيو مولسون، بارون مولسون،(1903-1991)، من حزب المحافظين وعضو البرلمان في هاي بيك 1939-1961.
- السير سبنسر لو مارشانت (1931-1986)، من حزب المحافظين[99] وعضو في البرلمان في هاي بيك من 1931 إلى 1983.
- كريستوفر هوكينز (مواليد 1937)، من حزب المحافظين[99] وعضو في البرلمان عن هاي بيك 1983-1992.
- توم ليفيت (مواليد 1954)، عضو في البرلمان من حزب العمال[100] في هاي بيك 1997-2010.
- أندرو بينغهام (مواليد 1962 في باكيستون)، من حزب المحافظين[101] وعضو في البرلمان في هاي بيك 2010-2017.

### الفنون

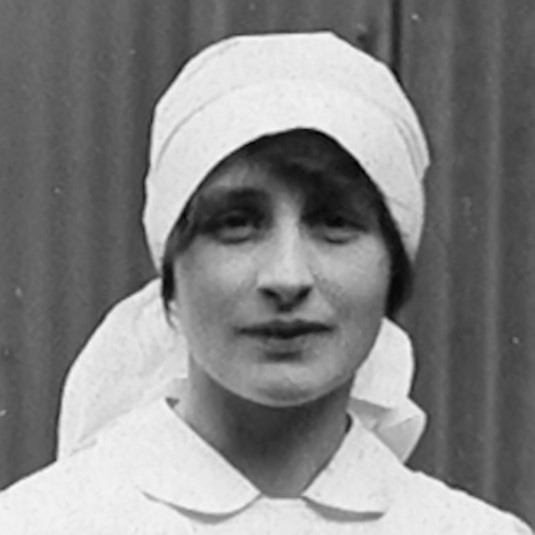
فيرا بريتين.

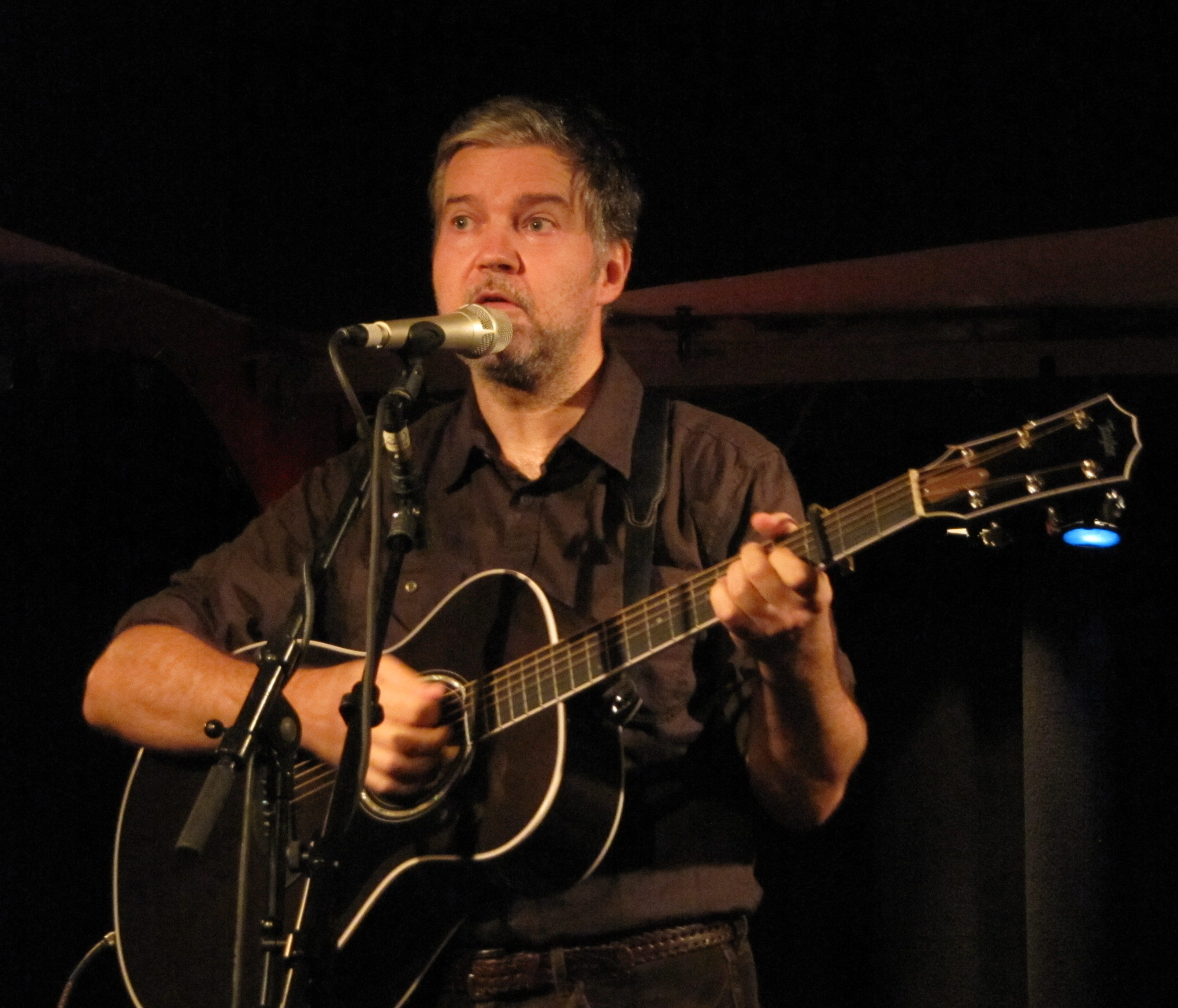
لويد كول، 2010

- أورلاندو جيويت (1799–1869)، مهندس معماري متخصص في النحت على الخشب.
- فيرا بريتين (1893–1970)، مؤلفة كتاب شهادة الشباب وأم شيرلي ويليامز، اتخذت من باكيستون مسكنًا لها منذ عام 1905[102] حتى عام 1915.[103]
- روبرت ستيفنسون، (1905-1986)، مخرج أفلام ديزني بما في ذلك ماري بوبينز، من مواليد مدينة باكيستون.
- جون باكيستون هيلتون (1921–1986)، كاتب في مجال أدب جريمة، من مواليد مدينة باكيستون.[104]
- أنجيلا فلاندرز (1927-2016)، صانع عطور، من مواليد مدينة باكيستون. [105]
- مارجوري لينيت سيجلي (1928-1997)، فنانة وكاتبة وممثلة، ومعلمة ومصممة رقصات ومخرجة مسرحيات ومنتجة تلفزيونية، من مواليد مدينة باكيستون.
- إليزابيث سبريغز (1929-2008)، ممثلة عملت مع شركة شكسبير الملكية، من مواليد مدينة باكيستون.
- تيم بروك تايلر (1940-2020) ، ممثل كوميدي في ذا قوديز
- ديفيد فالوز (مواليد 1945 في باكيستون)، عالم موسيقى متخصص في موسيقى أواخر العصور الوسطى وموسيقى عصر النهضة.[106]
- ديف لي ترافيس (مواليد 1945 في باكيستون)، مشغل أغاني ومقدم برامج إذاعية وتلفزيونية.
- لويد كول (مواليد 1961 في باكيستون)، موسيقي،[107] كاتب أغاني، رائد الفرقة البريطانية لويد كول اند ذا كوموشنز.
- دان رودس (مواليد 1972)، كاتب،[108] حصل على جائزة إي إم فورستر في عام 2010، يعيش في باكيستون.
- برونو لانجلي (مواليد 1983)، الممثل الذي لعب دور آدم ميتشل في دكتور هو وتود جريمشو في شارع التتويج، نشأ في باكيستون.
- لوسي سبراججان (مواليد 1991)، موسيقية (فولكلوري، صوتي، هيب هوب بوب)، ذهبت إلى المدرسة في باكيستون.

### الرياضة

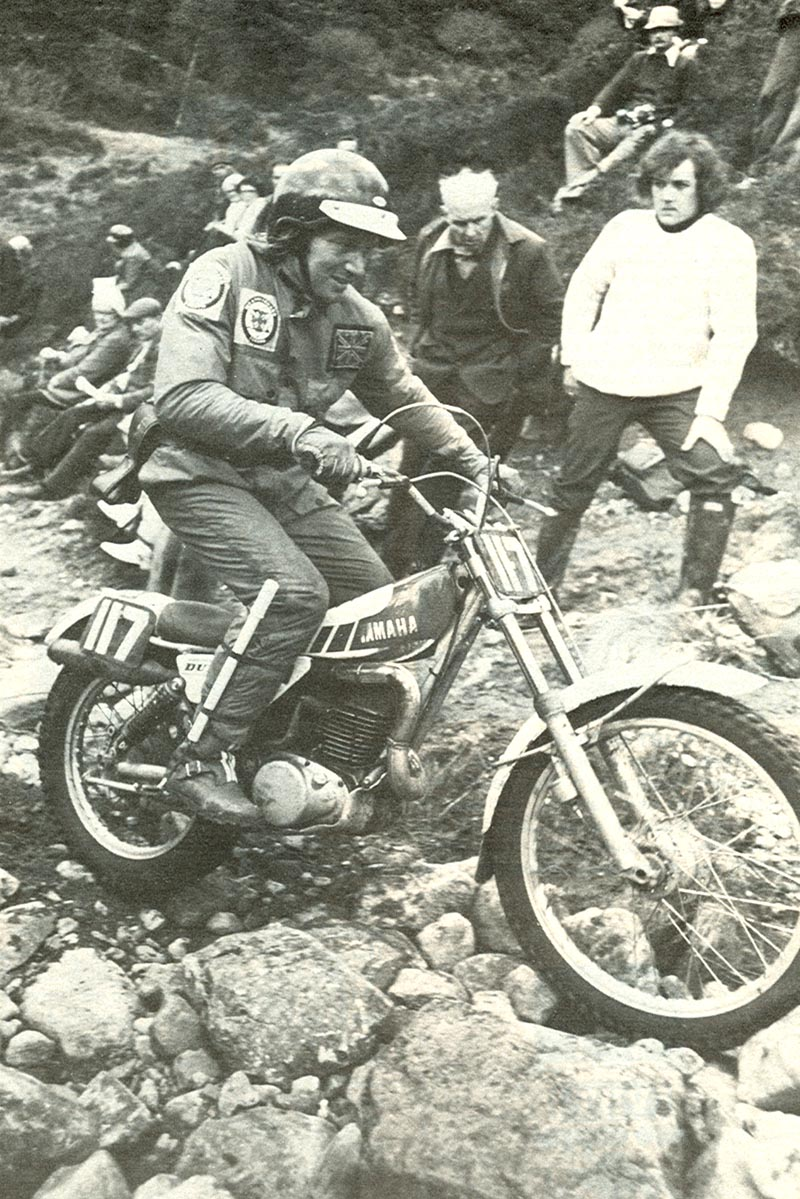
ميك اندروز 1976.

- وليام شيبتون (1861 في باكيستون - 1941 في باكيستون)، لاعب كريكيت،[109] لاحقًا أصبح محامٍ في باكيستون.
- فريد سميث (1887 في باكيستون - 1957)، لاعب كرة قدم قبل الحرب العالمية الأولى.
- بوبي بلود (1894 في هاربور هيل - 1988)، لاعب كرة قدم في بورت فايل، وست بروميتش، وستوكبورت.
- جورج بيلي (1906 في باكيستون - 2000)، تنافس في سباق الحواجز[110] في دورة الألعاب الأولمبية الصيفية لعام 1932.
- فرانك سو (1914 في باكيستون - 1991)، لاعب كرة القدم ستوك سيتي[111] (173 ظهورًا محترفًا) وأول محترف مختلط العرق يمثل إنجلترا.
- جون تارانت (1932-1975)، عداء مسافات طويلة، أطلق عليه "عداء الشبح"، عاش في باكيستون.
- ميك أندروز (مواليد 1944 في باكيستون)، متسابق دولي سابق  لتجارب الدراجات النارية.[112]
- ليس براد (مواليد 1947 في باكيستون)، لاعب كرة قدم سابق،[113] لعب أكثر من 580 مباراة احترافية، وكان هدافًا رئيسيًا لمقاطعة نوتس كاونتي.
- كارل ماسون (مواليد 1953 في باكيستون)، لاعب غولف محترف.
- مارك هيجينز (مواليد 1958 في باكيستون)، لاعب سابق في إيفرتون وبوري وستوك، بمجموع 265 ظهورًا محترفًا.
- لورين وينستانلي (مواليد 1975)[114] ودين وينستانلي (مواليد 1981[115]، يعيش في باكيستون).
- بن بيرجس (مواليد 1981 في باكيستون)، لاعب كرة قدم أيرلندي،[116] لعب لهال سيتي وبلاكبول إف سي.
- آبي وود (من مواليد 1999 في باكيستون) سبحت في نهائيين في دورة الألعاب الأولمبية الصيفية لعام 2020.[117][118]

## الأدب
سلسلة من أربع روايات حديثة من تأليف سارة وارد - إن بيتر تشيل (2015) وديدلي ثاو (2017) وبيشنت فري (2018) وذا شرودي باث (2019) - تحتوي السلسلة على تصور عن مدينة بامبتون الخيالية، والتي قالت المؤلفة عنها: " تعتمد السلسلة جزئيًا على باكيستون بهندستها المعمارية الجورجية ، وبيكويل، وهي مدينة سوق ثرية ... و كرومفورد بقناتها وتراثها الصناعي الرائع."
كما روى بيل برايسون تفاصيل زيارته إلى باكيستون في كتابه عام 2015 الطريق إلى المراوغة الصغيرة.
نشأت فيرا بريتين في باكيستون وفي مذكراتها شهادة الشباب، تنتقد تعالي أهل المدينة.
ورد ذكر باكيستون في أوليسيس لجيمس جويس في بداية الفصل العاشر. التقى الأب كونمي، وهو كاهن يسوعي، بزوجة النائب ديفيد شيهي، وفي محادثاتهما قال إنه "سيذهب إلى باكيستون، على الأرجح، من أجل المياه".
تروي كاتبة اليوميات الفيكتورية آن ليستر زيارتها إلى باكيستون خلال أغسطس 1816 في جريدتها.
تم إدراج بئر القديسة آن في باكيستون وكهف بول على أنهما اثنان من عجائب الدنيا السبع في القمة، في كتاب توماس هوبز من القرن السابع عشر(بالإنجليزية: De Mirabilibus Pecci: Being The Wonders of the Peak in Darby-shire)‏ والمعروف باسم ذا ديفلز أوف بيك (بالإنجليزية: The Devil's of Peak)‏.

## روابط خارجية
- Chisholm, Hugh, ed. (1911). "Buxton" . Encyclopædia Britannica (بالإنجليزية) (11th ed.). Vol. 4.
- Buxton Newsdesk, Latest Buxton and High Peak News
- Visit Buxton.co.uk
- Explore Buxto